# La chouette équipe se révolte
Série
La Chouette Équipe
(1976) The Bad News Bears Go to Japan
(1978)
Pour plus de détails, voir Fiche technique et Distribution.
La chouette équipe se révolte (The Bad News Bears in Breaking Training) est un film américain réalisé par Michael Pressman, sorti en 1977.

## Synopsis
Un ado rebelle, Kelly Leak, emmène son équipe de baseball pour jouer un match à Houston. Sur le trajet, il retrouve son père, qui ne fait pas partie de sa vie, et le recrute comme coach pour l'équipe.

## Fiche technique
- Titre : La chouette équipe se révolte
- Titre original : The Bad News Bears in Breaking Training
- Réalisation : Michael Pressman
- Scénario : Paul Brickman
- Musique : Craig Safan
- Photographie : Fred J. Koenekamp
- Montage : John W. Wheeler
- Production : Leonard Goldberg
- Société de production : Paramount Pictures
- Société de distribution : Paramount Pictures (États-Unis)
- Pays :  États-Unis
- Genre : Comédie
- Durée : 100 minutes
- Dates de sortie : 
  - États-Unis : 8 juillet 1977
  - France : 24 octobre 1979

## Distribution
- William Devane : Mike Leak
- Clifton James : Sy Orlansky
- Jackie Earle Haley : Kelly Leak
- Jimmy Baio : Carmen Ronzonni
- Chris Barnes : Tanner Boyle
- Erin Blunt : Ahmad Abdul Rahim
- George Gonzales : Miguel Agilar
- Jaime Escobedo : Jose Agilar
- Alfred Lutter III : Ogilvie
- Brett Marx : Jimmie Feldman
- David Pollock : Rudi Stein
- Quinn Smith : Timmy Lupus
- David Stambaugh : Toby Whitewood
- Jeffrey Louis Starr : Mike Engelberg
- Lane Smith : l'officier Mackie
- Fred Stuthman : Lester Eastland
- Dolph Sweet : M. Manning
- Pat Corley : Morrie Slaytor

## Accueil
Le film a reçu un accueil mitigé de la critique. Il obtient un score moyen de 47 % sur Metacritic.